# Най, Осип
Осип Най (англ. Joseph Nye, Osip Nye, ? — 1737) — английский и русский кораблестроитель первой трети XVIII века.

## Биография Осипа Ная
Во время пребывания Петра в Англии на русского царя большое впечатление произвело знакомство с образованным английским моряком — адмиралом лордом Крамартеном, который обладал солидной эрудицией в теории и практике кораблестроения. Именно по его совету Пётр подробно изучил образцовую в Англии Королевскую верфь в Дептфорде (вблизи Лондона). Английский адмирал познакомил русского царя с несколькими лучшими её кораблестроителями. Особенно пришлись по душе Петру трое из них — Джон Ден, Осип Най и более молодой Ричард Козенц. Царь часто и подолгу беседовал с ними, слушал их рассказы и объяснения. Вскоре он убедился, что все трое англичан не только опытные и теоретически подготовленные специалисты, но и весьма добросовестные люди. Русский царь уговаривал их хотя бы временно перейти на русскую службу. Обычно скуповатый на расход казённых средств, Пётр пообещал им высокие денежные оклады, а также чины и звания. Ему удалось добиться от Дена и Ная согласия временно поступить на русскую службу, а Козенц обещал подумать о предложении царя.
Не желая терять дорогого времени, Пётр тут же заключил с Деном и Наем контракт, а затем, не дожидаясь своего возвращения в Россию, отправил их весной 1698 г. туда через Нарву в сопровождении Лукьяна Верещагина.
Осипу Наю и Джону Дену очень импонировала кипучая энергия и увлечённость русского царя. Оставив на время свои семьи в Англии, они отбыли в далёкую и неведомую Россию. Пётр же видел в этих двух иностранцах не только наёмных кораблестроителей, но и своих консультантов и советчиков по строительству русских кораблей.

## Работа Ная в Воронеже
Первое, на что по прибытии в Россию обратили внимание оба английских кораблестроителя — это отсутствие какой-либо единой кораблестроительной терминологии. Наряду с древними русскими терминами бытовали голландские, венецианские, греческие и иные, отчего происходила несусветная путаница, тормозившая строение судов. Оба англичанина при поддержке Петра сразу же начали настойчиво внедрять в русскую практику английскую кораблестроительную терминологию, которая в то время была наиболее чёткой и совершенной.
Ден и Най в первые же дни пребывания в Воронеже начали готовить к закладке на местной верфи первые свои корабли. Однако одному из них — Джону Дену — так и не довелось принять непосредственного участия в постройке судов в России. В январе 1699 года, находясь в Москве по служебным делам, он внезапно скончался в результате приступа грудной жабы и был там же похоронен.
Осип Най в течение последующих пяти лет, на которые по контракту подрядился строить корабли в России, честно трудился, построив в Воронеже три корабля — «Черепаха», «Скорпион» и «Цвет войны».
Когда закончился срок контракта, Осип Най, стремясь вернуться к семье, не захотел начинать закладку новых кораблей. Пётр удвоил англичанину денежный оклад, чтобы удержать его в России в то напряжённое время создания отечественного флота. Вплоть до 1708 года Осип Най работал на верфях Воронежа, Таврова и Осереды. Он построил там за эти годы одиннадцать 80-, 60-, 58- и 48-пушечных кораблей. Кроме того, тогда же он построил там лично для Петра яхту. Все корабли Осипа Ная отличались прочностью и добротностью, но были тихоходны. Тогда англичане ещё не обладали секретами обеспечения надёжной продольной прочности и строили широкие и относительно короткие корабли, что отрицательно сказывалось на их ходовых качествах.

## Работа Ная в Санкт-Петербургском Адмиралтействе
Когда после неудачного Прутского похода Россия лишилась права иметь военный флот на Азовском море, основные усилия Пётр и его правительство сосредоточили на форсировании создания Балтийского флота. Именно тогда и Осип Най начал строить суда в Санкт-Петербурге и на приладожских верфях. К этому времени в России появились первые отечественные кораблестроители, некоторые из них сами разрабатывали проекты судов. Естественно, что на первых порах не обходилось без ошибок в чертежах и расчётах. Желая прийти на помощь своим русским соратникам, Осип Най в 1710 г. подготовил труд-наставление «Об исправлении, которые надлежит сделать в корабельных чертежах», Это пособие содержало не только ценные практические советы, но и их теоретическое обоснование.
Кораблестроительная деятельность Осипа Ная до Гангутского сражения 1714 года протекала в основном в районе реки Ижоры, на верфи которой он построил 20 бригантин для Галерной эскадры Балтийского флота. В последующие годы Осип Най работал в Санкт-Петербургском Адмиралтействе, где построил шесть 90-, 66- и 54-пушечных кораблей, шесть 46- и 32-пушечных фрегатов и несколько менее крупных судов.
После смерти Петра Осип Най совместно с наиболее близкими к покойному царю кораблестроителями достраивал заложенный им 100-пушечный корабль «Пётр Первый и Второй». У Ная было много учеников, среди них такие видные отечественные кораблестроители, как Федосей Скляев и Лукьян Верещагин.
Прослужив в России почти сорок лет, вместо трёх, как он намеревался первоначально, в 1737 году Осип Най из-за болезни и преклонного возраста (ему тогда давно перевалило за 70), уволился с русской службы в чине капитан-командора от флота. За годы службы в России Осип Най построил более сорока военных и иных судов, из которых половину составили многопушечные корабли и фрегаты.
В ознаменование его заслуг перед российским кораблестроением Адмиралтейств-коллегия установила ему пожизненную пенсию в размере 500 рублей в год, с каковой он уехал на родину в Англию, где и доживал свои последние дни.

## Корабли, построенные Осипом Наем
- Черепаха (линейный корабль), 58 пушек
- Святой Илья (фрегат, 1703), 26 пушек
- Шпага (линейный корабль), 60 пушек
- Сулица (линейный корабль), 60 пушек
- Скорпион (линейный корабль), 60 пушек
- Цвет войны (линейный корабль), 60 пушек
- Исаак-Виктория (линейный корабль, 1719), 66 пушек
- Астрахань (линейный корабль, 1720), 66 пушек
- Крейсер (фрегат, 1723), 32 пушки
- Яхт-Хунд (фрегат, 1724), 32 пушки
- Пётр II (линейный корабль, 1728), 54 пушки
- Слава России (линейный корабль) (1733), 66 пушек
- Северный Орёл (линейный корабль, 1735), 66 пушек